# 気候帯
気候帯（きこうたい、英語: climatic zone）とは、気候の共通性をもとに地球上を区分したときの区域のことである。気候帯をさらに細分化したものを気候区という。

## 設定と分類
まず、太陽放射の地域差により、緯度をもとに熱帯、温帯、寒帯に分類することができる。この区分は数理気候帯とよばれ、熱帯は回帰線どうしの間、温帯は回帰線と極圏の間、寒帯は極圏の内部となる。ここで、分類された区域は帯状をなしている。
しかし、現実には海陸分布や地形などの気候因子の影響を受け、より複雑である。例えば、アレキサンドル・ズーパンは年平均気温20℃・10℃を基準にして熱帯、温帯、寒帯を設定した。ウラジミール・ペーター・ケッペンは気温と降水量をもとに熱帯、乾燥帯、温帯、冷帯、寒帯の気候帯の設定を行った。
近代気候学による気候帯の設定では、B・P・アリソフによる気団や前線帯に着目した気候帯や、ヘルマン・フローンによる降水・気圧・風系に着目した気候帯などがある。

## 科学分野
地球上の特定の気候帯や緯度帯を研究対象とする科学分野として、熱帯科学、乾燥地科学、極地科学などが存在する。